# Мејплвуд (Њу Џерзи)
Мејплвуд (енгл. Maplewood) град је у америчкој савезној држави Њу Џерзи.

## Демографија
По попису из 2000. године број становника је 23.868.
| Група             | 2000.          | 2010.    |
| Белци             | 13.382 (56,1%) | 0 (0,0%) |
| Афроамериканци    | 7.788 (32,6%)  | 0 (0,0%) |
| Азијати           | 682 (2,9%)     | 0 (0,0%) |
| Хиспаноамериканци | 1.248 (5,2%)   | 0 (0,0%) |
| Укупно            | 23.868         | 0        |